# Otto Carl Johan Hanson
Otto Carl Johan Hanson, född 19 juli 1869 i Landskrona, död 1930 i Vimmerby, var en svensk jurist. Han utnämndes 1912 till häradshövding i Sevede och Tunaläns domsaga.